# 이솜
이솜(본명: 이소영, 1990년 1월 30일 ~ )은 대한민국의 배우, 모델이다. 2008년 모델로 데뷔해 영화 《맛있는 인생》을 시작으로 2011년 드라마 《화이트 크리스마스》와 영화 《푸른 소금》, 2012년 드라마 《유령》으로 연기자로서 얼굴을 알렸다. 2014년 영화 《마담 뺑덕》을 통해 강렬한 연기를 선보이며 제15회 디렉터스 컷 시상식 올해의 여자신인연기자상을 수상하였다.

### 영화
- 2010년 영화 《맛있는 인생》 ... 민아 역
- 2011년 영화 《세상에서 가장 아름다운 이별》 ... 재영 역
- 2011년 영화 《푸른 소금》 ... 이은정 역
- 2012년 영화 《마천루》 ... 제이 역
- 2013년 영화 《뒷담화: 감독이 미쳤어요》 ... 이솜(본인) 역
- 2013년 영화 《사이코메트리》 ... 승기 역
- 2013년 영화 《더 엑스》 ... 핑거스 역
- 2014년 영화 《하이힐》 ... 장미 역
- 2014년 영화 《산타바바라》 ... 소영 역
- 2014년 영화 《마담 뺑덕》 ... 덕이 역
- 2016년 영화 《좋아해줘》 ... 장나연 역
- 2016년 영화 《범죄의 여왕》 ... 402호 경진숙 역(특별출연)
- 2017년 영화 《그래, 가족》 ... 주미 역
- 2017년 영화 《대립군》 ... 덕이 역
- 2018년 영화 《소공녀》 ... 미소 역
- 2019년 영화 《나의 특별한 형제》 ... 미현 역
- 2020년 영화 《삼진그룹 영어토익반》 ... 정유나 역
- 2023년 영화 《유령》 ... 윤난영 역(특별출연)
- 2023년 영화 《길복순》 ,,, 차민희 역
- 2023년 영화 《천박사 퇴마 연구소: 설경의 비밀》 ...  유경 역
- 2023년 영화 《싱글 인 서울》 ... 주옥 역
- 2024년 영화 《출장수사》
- 2024년 영화 《울렁울렁 울렁대는 가슴안고》
- 2024년 영화 《탈주》 ... 유랑민 리더 역 (특별출연)

### 드라마
- 2011년 KBS2 단막극 《KBS 드라마 스페셜 연작시리즈 - 화이트 크리스마스》 ... 유은성 역
- 2012년 SBS 드라마 스페셜 《유령》 ... 신효정 역(특별출연)
- 2017년 tvN 월화 미니시리즈 《이번 생은 처음이라》 ... 우수지 역
- 2018년 JTBC 금토 미니시리즈 《제3의 매력》 ... 이영재 역
- 2019년 OCN 수목 미니시리즈 《구해줘 2》 ... 김영선 역
- 2021년 SBS 금토 미니시리즈 《모범택시》 ... 강하나 역
- 2023년 NETFILX 오리지널 미니시리즈 《택배기사》 ... 설아 역
- 2024년 TVING 오리지널 미니시리즈 《LTNS》 ... 우진 역
- 2026년 SBS 금토드라마 《신이랑 법률사무소》

### 예능
| 연도 | 방송사 | 제목                           | 역할        | 비고  |
| ---- | ------ | ------------------------------ | ----------- | ----- |
| 2008 | 엠넷   | 체크 잇 걸                     | 참가자      |       |
| 2010 | 엠넷   | 트렌드리포트 필 시즌 5         |             |       |
| 2013 | 엠넷   | British Memories               |             |       |
| 2019 | SBS    | 런닝맨                         | 게스트      | 449회 |
| 2020 | KBS1   | 유희열의 스케치북              | 게스트      | 513회 |
| 2020 | KBS1   | 옥탑방의 문제아들              | 게스트      | 101회 |
| 2021 | SBS    | 티키타카                       | 게스트      | 1회   |
| 2023 | tvN    | 출장 십오야                    | 게스트      |       |
| 2023 | SBS    | 꼬리에 꼬리를 무는 그날 이야기 | 이야기 친구 | 95회  |

### 뮤직비디오
| 연도 | 가수명             | 노래명                      | 공동 출연 |
| ---- | ------------------ | --------------------------- | --------- |
| 2008 | 동방신기           | Wrong Number                |           |
| 2009 | 이민기             | 영원한 여름                 |           |
| 2010 | 지드래곤           | She's Gone                  |           |
| 2011 | 브라운 아이드 걸스 | 클렌징크림                  |           |
| 2013 | 테이스티           | 떠나가 (Day'n Night / 离开) |           |
| 2024 | 조용필             | 그래도 돼                   |           |

### 광고
| 연도 | 기업명       | 제품명              | 종류 | 공동 출연              |
| ---- | ------------ | ------------------- | ---- | ---------------------- |
| 2006 | 팬택         | 스카이 와이드 PMP폰 |      |                        |
| 2010 | 파리크라상   | 파리바게뜨          |      |                        |
| 2010 | 새정과 미래  | 크리스 크리스티     |      | 김영광, 이수혁         |
| 2010 | 아시아나항공 |                     |      |                        |
| 2011 | 메이블린     |                     |      |                        |
| 2013 | ABC마트      | 호킨스              |      | 윤건                   |
| 2013 | 쉐보레       | 쉐보레 트랙스       |      |                        |
| 2013 | 피자헛       |                     |      |                        |
| 2015 | 수페르가     |                     |      |                        |
| 2016 | 롯데그룹     | 옴니쇼핑            |      | 곽도원, 염정아, 서강준 |
| 2017 | 싸이닉       |                     |      |                        |
| 2018 | VAP          | 뷰티젤리            |      |                        |
| 2019 | 종근당       | 펜잘                |      |                        |
| 2019 | 유니클로     | 여성 이너웨어       |      |                        |
| 2019 | 아모레퍼시픽 | 에스트라            |      |                        |

## 수상 및 후보
| 연도 | 시상식                      | 부문                                      | 작품                | 결과 |
| ---- | --------------------------- | ----------------------------------------- | ------------------- | ---- |
| 2014 | 제51회 대종상               | 신인여우상                                | 마담 뺑덕           | 후보 |
| 2014 | 제35회 청룡영화상           | 신인여우상                                | 마담 뺑덕           | 후보 |
| 2015 | 제51회 백상예술대상         | 영화부문 여자 신인연기상                  | 마담 뺑덕           | 후보 |
| 2015 | 제15회 디렉터스 컷 시상식   | 올해의 여자신인연기자상                   | 마담 뺑덕           | 수상 |
| 2015 | 제24회 부일영화상           | 신인 여자연기상                           | 마담 뺑덕           | 후보 |
| 2018 | 제54회 백상예술대상         | 영화부문 여자 조연상                      | 대립군              | 후보 |
| 2018 | 제19회 부산영화평론가협회상 | 여자연기자상                              | 소공녀              | 수상 |
| 2018 | 제7회 마리끌레르 영화제     | 루키상                                    | 소공녀              | 수상 |
| 2018 | 제27회 부일영화상           | 여우주연상                                | 소공녀              | 후보 |
| 2018 | 제27회 부일영화상           | 여자 인기스타상                           | 소공녀              | 후보 |
| 2018 | 제55회 대종상               | 여우주연상                                | 소공녀              | 후보 |
| 2018 | 제39회 청룡영화상           | 여우주연상                                | 소공녀              | 후보 |
| 2018 | 제13회 숨피 어워즈          | 최우수조연상 여자부문                     | 이번 생은 처음이라  | 후보 |
| 2019 | 제6회 들꽃영화상            | 여우주연상                                | 소공녀              | 수상 |
| 2019 | 제24회 춘사영화제           | 여우주연상                                | 소공녀              | 후보 |
| 2019 | 제28회 부일영화상           | 여우조연상                                | 나의 특별한 형제    | 후보 |
| 2021 | 제41회 청룡영화상           | 여우조연상                                | 삼진그룹 영어토익반 | 수상 |
| 2021 | 제57회 백상예술대상         | 영화부문 여자 조연상                      | 삼진그룹 영어토익반 | 후보 |
| 2021 | 제30회 부일영화상           | 여우조연상                                | 삼진그룹 영어토익반 | 후보 |
| 2021 | 제30회 부일영화상           | 여자 올해의 스타상                        | 삼진그룹 영어토익반 | 수상 |
| 2021 | SBS 연기대상                | 미니시리즈 장르판타지부문 여자 우수연기상 | 모범택시            | 수상 |
| 2024 | 제3회 청룡 시리즈 어워즈    | 여우주연상                                | LTNS                | 후보 |
| 2025 | 제23회 디렉터스 컷 시상식   | 시리즈부문 올해의 여자배우상              | LTNS                | 후보 |